# Valentin Bapst
Valentin Bapst fue un editor y distribuidor de libros de Leipzig.
Vivió en la época de la reforma protestante, y es conocido principalmente a través del himnario que lleva su nombre, editado en 1545. Reimprimió a menudo,  muchos otros libros de canto a partir de la segunda mitad del siglo XVI. Recibió encargos de la universidad, incluyendo impresos, pero también muchos libros de texto en latín - en particular los de Joachim Camerarius - y numerosos escritos logrando hacer éxitos de estas obras.
También compuso varias melodías, que han de ser retomadas por Lutero, para la creación de himnos.
- Datos: Q6158830